# Federico II de Saluzzo
Federico II del Vasto (Saluzzo, 1332 – 1396) fue marqués de Saluzzo entre 1357 y 1396. Era hijo de Tomás II de Saluzzo y Ricarda Visconti, hija de Galeazzo I Visconti.

## Vida
Federico heredó un marquesado muy debilitado por la reciente guerra civil. Además, su alianza con Saboya pasaba por una situación de mucha incertidumbre en un momento en el que estaba rodeado de enemigos por todo Piamonte. En estas circunstancias Federico optó por acercase a la corte de Francia para encontrar su protección.
En abril de 1375 Federico juró lealtad al Delfín de Francia, sometiendo el marquesado entero. En los siguientes cuarenta años, en los que Saluzzo estuvo constantemente amenazada por Saboya, fue frecuente la ayuda de los franceses. Por ejemplo, en 1376 Federico acudió a París y obtuvo del rey Carlos V de Francia que la disputa entre Saluzzo y Saboya se debatiese en el Parlamento en París. Sin embargo, pese al fuerte protector que había conseguido Saluzzo, la hostilidad entre Saluzzo y Saboya no cesó en ningún momento. En 1394 el joven príncipe Tomás (hijo de Federico) fue capturado por Saboya y estuvo en cautiverio casi dos años.
Esta unión de vasallaje de Saluzzo con Francia fue el primer paso que propició que en el siglo XVI, con la muerte sin descendencia del marqués, Saluzzo fuese incorporada a Francia.

## Descendencia
Federico se casó con Beatriz de Ginebra, hija de Hugo de Ginebra, Señor de Gex, Anthon y Varey. Con ella tuvo nueve hijos:
- Tomás, quien le sucedió al frente del marquesado.
- Amadeo, Señor de Anton y Varey [1396 – 1419].
- Pietro, Obispo de Mende († 1412).
- Ugonino, Señor de Sanfront, Morny, Monreale y Bastide.
- Roberto, fraile dominico.
- Giancomo, fraile dominico.
- Polia, casada con Francis II del Carretto, Señor de Millesimo; y en segundas nupcias con Framonte de Cars.
- Violante, casada con Antonio de Porri, Marqués de Val Brebbia y Conde de Pollenzo, Pocapaglia, San Vittore y Braida.
- Constanza, casada con Juan II de Blois, Conde de Sancerre.

Además, Federico tuvo tres hijos bastardos:
- Giovanna, que fue monja.
- Franceschina.
- Margarita.

| Predecesor: Tomás II | Marqués de Saluzzo 1357-1396 | Sucesor: Tomás III |